# سکرمنتو (نیومکزیکو)
سکرمنتو (به انگلیسی: Sacramento) یک منطقهٔ مسکونی در ایالات متحده آمریکا است که در شهرستان آترو، نیومکزیکو واقع شده‌است. سکرمنتو ۵۸ نفر جمعیت دارد و ۲٬۲۲۱٫۱ متر بالاتر از سطح دریا واقع شده‌است.